# The Ark
I The Ark sono un gruppo musicale glam rock svedese, campione di incassi (vantano un CD nella classifica ufficiale dei dischi più venduti nella storia della musica) formatosi nel 1991 (non a caso conosciuti dagli esordi anche come i "diretti eredi degli ABBA") e scioltosi ufficialmente il 16 settembre 2011 con un grande concerto di chiusura occupando l'intero lunapark Gröna Lund di Stoccolma.
Il gruppo si è ricostituito nel 2020 per preparare una nuova tournée.

## Storia del gruppo

### Gli inizi: 1991-1999
Il gruppo è stato fondato nell'agosto 1991 a Rottne, un piccolo paese della provincia di Växjö, regione di Kronoberg e facente parte della regione dei laghi Småland, situata al centro della Svezia, da parte di Ola Salo (pianista, cantante e compositore principale), Jepson (chitarrista e cantante), Leari (Lars Ljungberg, bassista) e Martin Rosengardten (batterista).

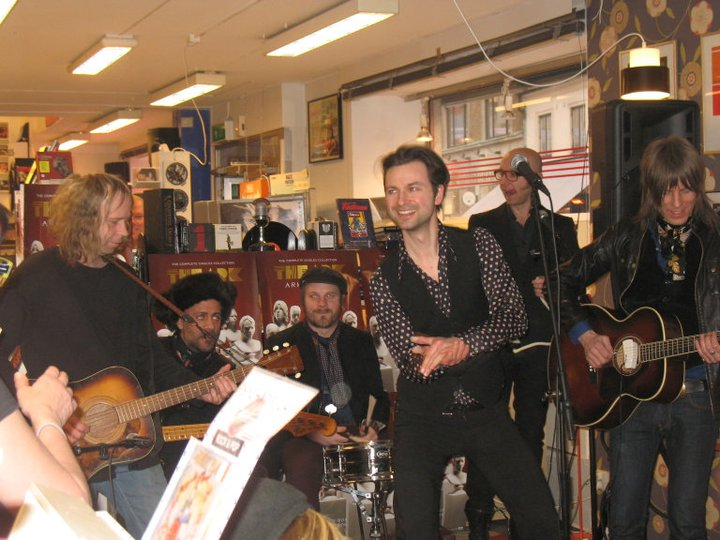
The Ark in concerto acustico nel 2011

Il gruppo si trasferì nel 1992 a Växjö, dove realizzò nel 1995 un EP Racing with the Rabbits per la Energy Records restando però, contro ogni aspettativa, un gruppo di nicchia. Proprio a Växjö, durante una loro performance, le loro grandi potenzialità furono notate da Robert Jelinek, leader dei The Creeps, e da Martin Axén, che nel 1997 si unisce al gruppo, diventando il secondo chitarrista dei The Ark.
Durante questo periodo - intorno al 1997 - i The Ark si trasferiscono a Malmö, città più avanzata e commerciale, dove iniziano a organizzare party, eventi e concerti per farsi conoscere sperando di ottenere un contratto migliore.

### 2000-2002
A Malmö, infatti, conobbero alcuni gruppi che frequentavano i Tambourine Studios, tra cui i Cardigans. Nel 1999 Leari suona il basso per i Cardigans durante il loro tour mondiale. Durante il tour diventa amico dei Kent, band svedese sostenitore dei Cardigans. Quando il tour mondiale dei Cardigans finisce, i The Ark vengono invitati a fare da supporto ai Kent.
A completare la formazione dei The Ark giunge nel 1999 Sylvester Schlegel, ex batterista dei Tambureens, a sostituire Martin Rosengardten. Nel gennaio del 2000 i The Ark firmano con la Virgin Jive, la più importante casa discografica al mondo, un contratto su scala internazionale per un successo garantito.
I The Ark passano la primavera del 2000 a scrivere e registrare il loro album di debutto: We Are the Ark, uscito durante l'estate e pubblicato appunto dalla Virgin, trainato dai singoli Let Your Body Decide e in primis It Takes a Fool to Remain Sane, che segna il loro vero debutto sulle scene internazionali. Successivamente il gruppo vince il premio di "Nordic Artist of the Year" agli MTV Europe Music Awards. We Are the Ark ha venduto 170 000 copie in poche settimane, surclassando persino artisti come Madonna.
Dopo aver dedicato la maggior parte del 2001 al tour e alla promozione di We Are the Ark, il gruppo si ritira per incidere il nuovo album. Nell'estate del 2002 esce In Lust we Trust. Praticamente tutte le canzoni, a livello di testi e di musica, sono opera di Ola Salo e gli arrangiamenti di Jepson, eccetto Interlude, ad opera di Peter Kvint, produttore del CD, sostenuto dai singoli Calleth you, Cometh I e Father of a Son.

### 2003-2011

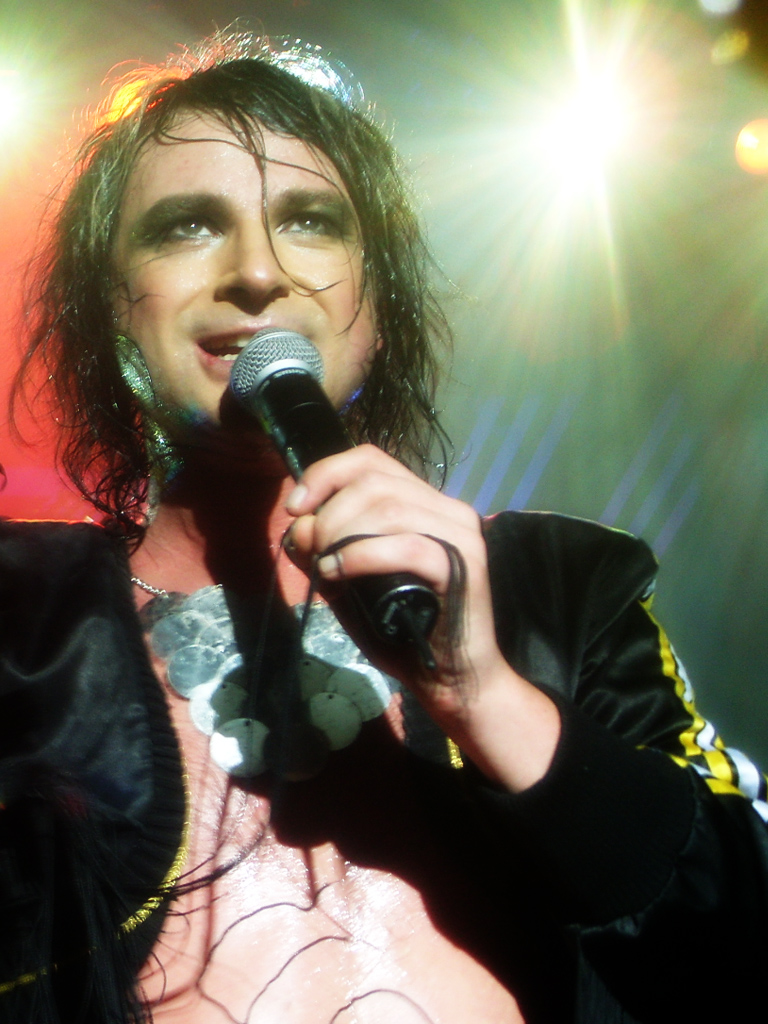
Ola Salo in concerto con gli Ark ad Helsinki, nel 2007

Ola Salo, Jepson e Jens Andersson nel 2003 formano un'unità di produzione che comprende il compositore di musica per film Nathan Larson e il tecnico del suono dei Tambourine Studios Per Sunding.
I The Ark passano l'autunno del 2003 a creare demo e la maggior parte del 2004 a registrare il nuovo album: il 27 dicembre del 2004 viene pubblicato State of the Ark, da cui viene estratto il primo singolo One of Us Is Gonna Die Young. Nell'ottobre dello stesso anno, i The Ark modificano la loro formazione, rendendo membro ufficiale Jens Andersson, che li ha comunque seguiti dagli inizi, alle tastiere.
Il 10 marzo 2007 vincono il Melodifestivalen con la canzone The Worrying Kind, che anticipa il nuovissimo album Prayer for the Weekend, e che gli permetterà di partecipare all'Eurovision Song Contest 2007 ad Helsinki il 12 maggio dello stesso anno.
Il 26 aprile 2010 esce il quinto album, dal titolo In Full Regalia, anticipato il 29 marzo dal singolo Superstar.
A giugno iniziano il tour di promozione dell'album, terminato con un "mini-festival" in occasione della premiazione Rockbjörnen (trasmessa in TV) il 1º settembre e infine dei gloriosi MTV Europe Music Awards.
Il 10 gennaio 2011 esce il nuovo singolo Breaking up with God, che anticipa il loro primo Greatest Hits intitolato Arkeology - The Complete Singles Collection, uscito nel febbraio 2011 e ultimo album, infatti l'anniversario per i 20 anni di carriera rappresenta la fine della band, dopo alcune date sparse nel mondo, un tour in primavera in Scandinavia e uno estivo in quasi tutta Europa.

## Stile e altre annotazioni
Va ricordato che, nonostante gli anni di successo, i The Ark in Italia sono stati solo tre volte, a causa di alcuni problemi tecnici di produzione e sponsorizzazione nel nostro Paese. Il gruppo è il secondo gruppo scandinavo dopo gli ABBA per vendite e vittorie musicali ricevuti in patria e nel mondo, per aver calcato tutti i palcoscenici principali del mondo, inserito addirittura nella Rock and Roll Hall of Fame di Cleveland.
Il gruppo non solo è famoso per aver vinto un disco di diamante grazie alle considerevoli vendite (hanno venduto circa 40 milioni di dischi), ma anche per i loro concerti, comunemente definiti esplosivi, teatrali ed adrenalinici, con un sound persino superiore a quello dei CD registrati in studio - caratteristiche che hanno permesso alla band di vincere i maggiori premi delle sezioni Best Live Act.
Da tempo i frontman del gruppo Ola Salo e Jepson sono considerati tra i personaggi più influenti del mondo dello spettacolo nordeuropeo; dal debutto dei The Ark ad oggi sono infatti stati spesso estrapolati dal contesto del gruppo diventando personaggio singoli, pur non minando la compattezza ed i ritmi della band stessa da sempre ritenuta prioritaria.
Dopo la chiusura della band del 2011, tutti hanno deciso di rimanere nella musica ma ufficialmente è stato annunciato che: Ola intraprenderà la carriera del musical, oltre a comporre pezzi per altri artisti e nel frattempo sarà uno dei quattro giudici dell'X Factor svedese The Voice Sverige, talent show alla ricerca della nuova stella canora; Sylvester lavorerà come cantante e batterista in una popolare band nazionale (i The Guild) per evitare una carriera eccessivamente stressante e sotto i riflettori come quella internazionale dei The Ark e, come lui stesso ha dichiarato, dedicarsi maggiormente alla famiglia; Jepson, invece, produttore discografico, dj, showman, attore e testimonial per varie marche, oltre a continuare sua attività imprenditoriale di arredo interni, continuerà il suo percorso musicale personale con la band Stereo Explosion, insieme a Leari e Martin, oltre a scrivere e suonare per altri artisti.

## Formazione

### Ultima
- Ola Salo – voce, chitarra, pianoforte
- Jepsson Mikael "Jepson" – voce, chitarra
- Martin Axén – chitarra, violino
- Lars Ljungberg "Leari", "Lasse" – basso
- Sylvester Schlegel "Sylle" – batteria
- Jens Anderson – tastiere

### Ex componenti
- Martin Rosengardten – batteria

## Discografia

### Album in studio
- 2000 – We Are the Ark
- 2002 – In Lust We Trust
- 2004 – State of the Ark
- 2007 – Prayer for the Weekend
- 2010 – In Full Regalia

### Raccolte
- 2011 – Arkeology - The Complete Singles Collection

### EP
- 1996 – Racing with the Rabbits

### Singoli
- 2000 – It Takes a Fool to Remain Sane
- 2000 – Echo Chamber
- 2001 – Joy Surrender
- 2001 – Let Your Body Decide
- 2002 – Calleth You, Cometh I
- 2002 – Father of a Son
- 2002 – Tell Me This Night Is Over
- 2003 – Disease
- 2004 – One of Us Is Gonna Die Young
- 2005 – Clamour for Glamour
- 2005 – Trust Is Shareware
- 2007 – Absolutely No Decorum
- 2007 – The Worrying Kind
- 2007 – Prayer for the Weekend
- 2010 – Superstar